# آریل هولان
آریل هولان (انگلیسی: Ariel Holan؛ زادهٔ ۱۴ سپتامبر ۱۹۶۰) مربی فوتبال اهل آرژانتین است.
از باشگاه‌هایی که در آن بازی کرده‌است می‌توان به باشگاه اتلتیکو ایندپندینته اشاره کرد.
وی در مسابقات کشوری و بین‌المللی در مجموع برندهٔ ۱ مدال برنز شده‌است.